# Brouwerij Noordt
Brouwerij Noordt is een Nederlandse brouwerij opgericht door Peter Rouwen en Aldert Weitering in 2014. De brouwerij is gevestigd in een voormalige brandweerkazerne in Rotterdam-Noord.

## Geschiedenis
In 2009 bezocht oprichter Peter Rouwen de Brooklyn Brewery in New York, wat hem inspireerde om een eigen brouwerij op te richten. Dit leidde in 2013 tot de aankoop van een voormalige brandweerkazerne aan de Zaagmolenkade in het Oude Noorden, waar hij samen met Aldert Weitering Brouwerij Noordt oprichtte. De brouwerij werd op 14 januari 2014 ingeschreven bij de Kamer van Koophandel. In september 2014 werd een brouwinstallatie aangeschaft en geïnstalleerd, waarna de eerste bieren in september 2015 werden gebrouwen.
In 2016 opende Brouwerij Noordt een proeflokaal bij de brouwerij, waar bezoekers de bieren konden proeven en de moutzolder en vergistingstanks konden bezichtigen. In hetzelfde jaar lanceerde de brouwerij ook haar eigen droge worst. In 2017 speelde Brouwerij Noordt een belangrijke rol bij de oprichting van de eerste mbo-opleiding voor brouwers, in samenwerking met StiBON en de Lentiz Onderwijsgroep.
In 2020 ging Brouwerij Noordt een strategische samenwerking aan met Heineken, waarbij Noordt Heineken hielp met de ontwikkeling van nieuwe bieren, het opzetten van een brewpub in het nieuwe hoofdkantoor van Heineken in Leiden, brouwerijopleidingen en de uitwisseling van kennis en vakmensen. Heineken zou op zijn beurt de distributie van de bieren van Brouwerij Noordt buiten Rotterdam verzorgen.
Eind 2024 sloot de brouwerij zich aan bij elf andere Rotterdamse brouwerijen in het samenwerkingsverband 'Rotterdam Bierstad'.

## Bieren
Het vaste assortiment van Brouwerij Noordt bestaat uit:
- Noordt Single: Weizen, 4,5%.
- Noordt Pomelo IPA: IPA, 6%.
- Noordt Wit: Witbier, 4,5%.
- Noordt Blondt: Blond, 6%.
- Noordt Dubbel: Dubbel, 7%.
- Noordt Tripel: Tripel, 7,5%.
- Noordt Hawaiian NEIPA: NEIPA, 6%.
- Noordt 7Hops: Pale ale, 7%.

### LagerLab[9][10][11]
Het LagerLab-project van Brouwerij Noordt was een serie experimentele bieren waarin klassieke bovengistende bieren als ondergistende lagers werden gebrouwen. Het doel was om traditionele bierstijlen te vernieuwen.
LagerLab 1, gelanceerd in 2020 in samenwerking met Beerwulf, bestond uit zes klassieke Belgische bovengistende bierstijlen die als ondergistende lagers werden gebrouwen. De serie omvatte onder andere een Enkel Lager, Dubbel Lager, Tripel Lager, Blond Lager, Scotch Lager en Quadrupel Lager.
LagerLab 2 werd in november 2021 geïntroduceerd en richtte zich op vier Amerikaanse lagerstijlen uit de periode vóór de drooglegging: een California Common, een Philadelphia Cream Lager, een East Coast Porter en een Pennsylvania Swankey.

## Erkenning
De brouwerij ontving in 2018 de Ketelbinkieprijs, een Rotterdamse aanmoedigingsprijs voor ondernemers. Oprichter Peter Rouwen werd hetzelfde jaar uitgeroepen tot 'Bierman van het Jaar' door Bier! Magazine. In 2019 won Brouwerij Noordt twee medailles bij de Brussels Beer Challenge. De Noordt Single en de Porter werden beide bekroond met een zilveren medaille. Daarnaast ontving de brouwerij een 'Country Winner'-prijs bij de World Beer Awards voor de Noordt Herrie en de Noordt Single.
Daarnaast heeft Brouwerij Noordt verschillende prijzen gewonnen bij de Dutch Beer Challenge. In 2016 behaalde de brouwerij drie medailles: brons voor de Noordt Weizen en de India Pale American Lager, en zilver voor de Black IPA. In 2019 won het bier Noordt Dubbel brons in de categorie 'Licht Donker', en in 2022 opnieuw brons voor de Lager Lab Eastcoast Porter in de categorie 'Innovatie/Speciaal < 6%'.